# Samuel Nnamani
Samuel Onyedikachuwu Nnamani (sinh ngày 3 tháng 6 năm 1995) là một cầu thủ bóng đá người Nigeria hiện đang thi đấu cho Topenland Bình Định tại V.League 1 ở vị trí tiền đạo.

## Sự nghiệp
Nnamani đến Serbia năm 2014, và gia nhập Sloga Petrovac na Mlavi, nhưng không giành được cơ hội thi đấu trong một trận chính thức. Trong kỳ chuyển nhượng đông mùa giải 2014–15, anh ký hợp đồng với Jagodina. Anh ra mắt chuyên nghiệp cho Jagodina ở Serbian SuperLiga ngày 7 tháng 3 năm 2015 trước Radnički Niš.